# IIT Bombay
El Instituto Indio de Tecnología de Bombay (IIT Bombay) (inglés: Indian Institute of Technology Bombay) es una universidad pública de investigación e instituto técnico en Mumbai, Maharashtra, India.
IIT Bombay se fundó en 1958. En 1961, el Parlamento decretó a los IIT como Institutos de Importancia Nacional. Un comité formado por el Gobierno de la India recomendó el establecimiento de cuatro institutos superiores de tecnología para marcar la dirección del desarrollo de la educación técnica en el país en 1946. La planificación comenzó en 1957 y la primera cohorte de 100 estudiantes fue admitida en 1958. Desde su creación en Powai, el instituto se ha ampliado hasta incluir más de 584 edificios importantes, con una superficie combinada de más de 2,2 kilómetros cuadrados.

## Historia
El IIT Bombay fue el segundo Instituto Indio de Tecnología creado en 1958 con asistencia de la UNESCO y fondos de la Unión Soviética.  La UNESCO aceptó proporcionar equipos, mientras que los expertos técnicos procedían principalmente de la Unión Soviética. El Gobierno de la India se hizo cargo de todos los demás gastos, incluido el costo de los edificios y cualquier gasto recurrente. El sitio propuesto para el instituto fue Powai con un área de 550 acres (2,2 km²)   que rindió el gobierno del estado de Bombay. Mientras se completaba la construcción, la primera sesión académica del instituto se inauguró el 25 de julio de 1958, en su sede temporal en el edificio de la Asociación de Investigación de Molinos de Seda Sintética y Artística (SASMIRA) en Worli con 100 estudiantes.

## Instalaciones
El campus del IIT Bombay, con una superficie de aproximadamente 550 acres, está ubicado en Powai, en el este de Mumbai, entre los lagos Vihar y Powai. El campus está dividido en grupos de edificios. El área académica comprende principalmente el edificio principal, varios anexos departamentales y auditorios. Todos los anexos del departamento están conectados por un corredor llamado Corredor Infinito. Más allá del Salón de Convocaciones se encuentran la mayoría de los albergues. Hay un total de 18 albergues, de los cuales dos albergues (Albergues 10 y 11) y un ala del albergue recién construido (Albergue 15) son para estudiantes femeninas.
Got it. I’ll keep only what comes before the '|' symbol in double square brackets. Here’s the revised translation:

## Campus
El campus del IIT Bombay, con un área de aproximadamente 545 acres, se encuentra en Powai, en el este de Mumbai, entre los lagos Vihar y Powai. El campus está dividido en grupos de edificios. El área académica comprende principalmente el edificio principal, varios anexos departamentales y auditorios. Todos los anexos departamentales están conectados por un pasillo llamado Infinite Corridor. Más allá del Salón de Convocaciones se encuentran la mayoría de los dormitorios. Hay un total de 18 dormitorios, de los cuales dos (Dormitorios 10 y 11) y un ala del recién construido dormitorio (Dormitorio 15) son para estudiantes femeninas.
Debido a su proximidad al Parque Nacional Sanjay Gandhi, el campus tiene una significativa cobertura verde y está mayormente libre de la contaminación del resto de la ciudad. La proximidad del campus al parque nacional también ha llevado a avistamientos ocasionales de leopardos y cocodrilos de muggers a lo largo de las orillas del lago Powai. A veces se adentran en el campus en busca de presas.
El campus también ha registrado más de 200 especies de aves, incluyendo cálao indio gris, pita india, suimanga de Vigors, prinia cenicienta, atrapamoscas del paraíso indio, carpintero rufo y anhinga oriental.
El instituto tiene dos piscinas; campos de fútbol, hockey y críquet; y canchas de tenis, baloncesto, squash y voleibol. También tiene un Centro de Actividades Estudiantiles (SAC) para varias actividades culturales y extracurriculares. Además de estas instalaciones, el campus también alberga dos escuelas secundarias, una de las cuales es una Kendriya Vidyalaya y la otra se llama IIT Campus School.

## Organización y administración

### Gobernanza
A nivel institucional, el IIT Bombay está gobernado por una Junta de Gobernadores cuyo presidente es nominado por el Visitante (el Presidente de la India) bajo la guía del Consejo del IIT; el director como miembro; el Registrador como secretario. Además de esto, hay cuatro personas con conocimientos especializados o experiencia práctica en educación, ingeniería o ciencia nominadas por el consejo. Dos profesores son nominados por el Senado. Adicionalmente, un tecnólogo o industrialista de renombre es nominado por el gobierno de cada uno de los Estados de Maharashtra, Madhya Pradesh y Guyarat.
Para todos los asuntos académicos, el Senado es la autoridad que tiene control y responsabilidad sobre el mantenimiento de los estándares de instrucción, educación y exámenes, y todos los demás asuntos académicos relacionados. El Senado está constituido por todos los profesores del instituto, algunos miembros nominados y el director, nombrado por el MHRD por un período de cinco años. El presidente es el director ejecutivo del instituto.
Las personas clave en la ejecución de las actividades del instituto son el director y dos subdirectores (Asuntos Académicos e Infraestructura y Finanzas y Asuntos Externos) quienes son asistidos por siete Decanos (Planificación y Apoyo de Infraestructura, Investigación y Desarrollo, Programas Académicos, Asuntos Estudiantiles, Relaciones con Alumni y Empresas, Asuntos de la Facultad y Relaciones Internacionales) y los Jefes de los Departamentos, Centros y Escuelas. Las demás funciones administrativas son gestionadas por el Registrador, con oficiales administrativos sénior asignados a áreas específicas como Gestión de Bienes, Gestión de Materiales, Gestión del Personal, Finanzas y Cuentas, y Asuntos Académicos.
El Consejo Asesor del Instituto es un organismo no estatutario compuesto por personalidades destacadas del mundo empresarial, industrial y académico, que revisa y sugiere políticas a largo plazo y objetivos a corto plazo.

### Oficina Académica
La Oficina Académica del instituto existe para facilitar, iniciar y coordinar el trabajo académico del instituto, particularmente la enseñanza y evaluación de estudiantes. Actúa como el repositorio de calificaciones y registros académicos de todos los estudiantes, tanto pasados como presentes. Proporciona apoyo administrativo al Senado, que es el órgano académico más alto del instituto.
El jefe de la Oficina Académica es el decano de programas académicos, quien es un profesor sénior del instituto. El Decano es asistido por una estructura administrativa permanente encabezada por un subregistrador (educación). La Oficina Académica interactúa estrechamente con el decano de asuntos estudiantiles (DoSA), quien se encarga de todos los problemas no académicos de los estudiantes. El DoSA, como presidente ex officio del Student Gymkhana, coordina diversas actividades co-curriculares de los estudiantes.

### Departamentos, centros y escuelas

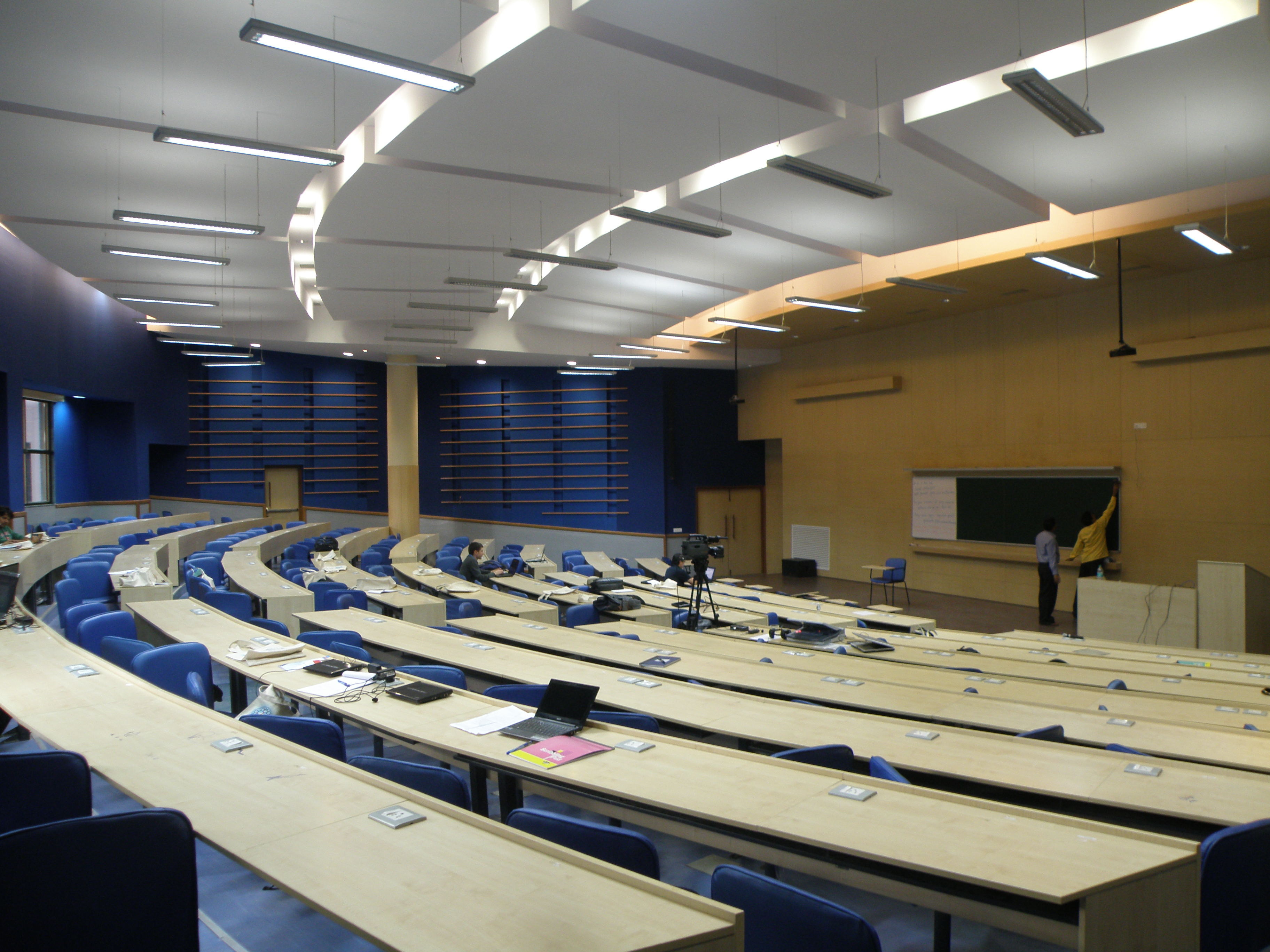
Complejo de salas de conferencias

El IIT Bombay tiene 15 departamentos, 36 centros multidisciplinarios, 3 escuelas de excelencia y 4 programas interdisciplinarios.
Los departamentos académicos en IIT Bombay incluyen los siguientes:
- Ingeniería Aeroespacial
- Biosciencias e Ingeniería Biomédica
- Ingeniería Química
- Química
- Ingeniería Civil
- Ciencias de la Computación e Ingeniería
- Ciencias de la Tierra
- Ingeniería Eléctrica
- Ciencias e Ingeniería de la Energía
- Ingeniería Ambiental (ESED)
- Humanidades y Ciencias Sociales
- Ingeniería Industrial y Investigación de Operaciones
- Matemáticas
- Ingeniería Mecánica
- Ingeniería Metalúrgica y Ciencias de los Materiales
- Física

Los siguientes centros multidisciplinarios están ubicados en IIT Bombay:
- Centro de Software de Aplicaciones (ASC)
- Centro de Ingeniería y Tecnología Biomédica (BETiC)
- Centro para la Investigación en Nanotecnología y Ciencia (CRNTS)
- Centro para el Diseño y la Ingeniería de Sistemas Aeroespaciales (CASDE)
- Centro de Computación (CC)
- Centro para la Ingeniería Computacional y Ciencia
- Centro para el Programa de Educación a Distancia en Ingeniería (CDEEP)
- Centro de Excelencia en Nanoelectrónica
- Centro de Excelencia en Tecnología del Acero (CEST)
- Centro de Excelencia en Petróleo, Gas y Energía (CoE-OGE)
- Centro de Políticas Ashank Desai (CPS)
- Centro para la Inteligencia de Máquinas y Ciencia de Datos (C-MInDS)
- Centro de Estudios en Ingeniería de Recursos (CSRE)
- Centro para Alternativas Tecnológicas para Áreas Rurales (CTARA)
- Centro para el Diseño Formal y la Verificación de Software (CFDVS)
- Centro de Tecnología de Propulsión (CoPT)
- Centro para la Ciencia e Ingeniería Urbana (C-USE)
- Centro para la Educación Liberal (CLE)
- Laboratorio de Eficiencia Energética Forbes Marshall
- Información Geoespacial y Ciencia e Ingeniería
- Academia de Investigación IITB-Monash
- Centro Koita para la Salud Digital (KCDH)
- Centro Nacional para la Innovación y la Investigación Aeroespacial (NCAIR)
- Centro Nacional de Excelencia en Captura y Utilización de Carbono (NCoE-CCU)
- Centro Nacional de Excelencia en Tecnología para la Seguridad Interna (NCETIS)
- Centro Nacional de Matemáticas (NCM)
- Centro Nacional de Investigación y Educación en Fotovoltaica (NCPRE)
- Misión Nacional sobre Educación a través de TIC
- Tecnología de Investigación, Pruebas y Simulación en Energía Solar Térmica
- Centro Parimal y Pramod Chaudhari para el Aprendizaje y la Enseñanza (PPCCLT)
- Facilidad de Instrumentación Analítica Sofisticada (SAIF)
- Centro Tata para Tecnología y Diseño (TCTD)
- Centro de Excelencia en Telecomunicaciones Tata Teleservices - IITB
- Centro Technocraft para Inteligencia Artificial Aplicada (TCAAI)
- Centro de Investigación Wadhwani para Ingeniería Biomédica (WRCB)
- Centro de Innovación en Agua: Tecnología, Investigación y Educación

Centro adicional:
- IITB-WashU Centro de Investigación en Aerosoles y Calidad del Aire

Las escuelas de excelencia en IIT Bombay son:
- Escuela Desai Sethi de Emprendimiento (DSSE)
- Escuela IDC de Diseño
- Escuela de Gestión Shailesh J Mehta

## Académicos

### Programas
IIT Bombay ofrece una amplia gama de programas educativos incluyendo ciencias físicas, ingeniería, diseño, humanidades y ciencias sociales como economía, inglés, filosofía, psicología y sociología y estudios de gestión con un enfoque principal en ingeniería. El instituto también ofrece cursos a corto plazo a través de educación continua y educación a distancia. La universidad es miembro de Links to Asia by Organizing Traineeship and Student Exchange (LAOTSE), una red internacional de universidades líderes en Europa y Asia que intercambia estudiantes y académicos sénior.
El instituto realiza programas educativos que conducen a los grados de Bachiller en Tecnología (B.Tech.), Bachiller en Ciencias (B.S.), Doble Grado (B.Tech. y M.Tech. en 5 años), máster en Ciencias (MSc.), máster en Tecnología (M.Tech.), Bachiller en Diseño (B.Des.), máster en Diseño (M.Des.), máster en Administración de Empresas (MBA), anteriormente máster en Gestión, máster en Filosofía (M.Phil.) y doctorado en Filosofía (PhD.) en diversos dominios temáticos.
Cada año, IIT Bombay otorga grados de B.Tech., M.Tech., Doble Grado (B.Tech. y M.Tech.), M.Mgmt, MSc y Ph.D. a más de 1,000 estudiantes. Los estudiantes de pregrado en IIT Bombay son seleccionados a través del Examen de Admisión Conjunto de los IITs. Los estudiantes de posgrado son seleccionados a través del Examen de Admisión Conjunta para Másteres (JAM) y el Examen de Aptitud Graduada en Ingeniería (GATE) realizado por los IITs y el IISc en nombre del MHRD [Ministerio de Desarrollo de Recursos Humanos]. En un momento dado, el campus alberga a más de 6,000 personas: estudiantes, profesores y personal no académico.
En 2015, la Academia Virtual Nacional para la Agricultura India lanzó un curso de agricultura en línea gratuito en colaboración con ICRISAT Hyderabad y IIT Bombay. A partir de julio de 2016, IIT Bombay planea ofrecer un programa de pregrado de cuatro años en economía.
En abril de 2015, IIT Bombay lanzó el primer programa conjunto de EMBA entre EE. UU. e India junto con Universidad de Washington en St. Louis.

### Clasificaciones
A nivel internacional, el IIT Bombay fue clasificado en el puesto 118 en el QS World University Rankings de 2024 y en el 36.º en Asia.
En India, el IIT Bombay también fue clasificado 4.º en la categoría general, 4.º entre las instituciones de investigación, 3.º entre las facultades de ingeniería y 10.º entre las escuelas de gestión en 2023 por el National Institutional Ranking Framework. Outlook India clasificó al IIT Bombay 3.º entre las facultades de ingeniería gubernamentales en 2022. El IIT Bombay fue clasificado 1.º en los QS India Rankings de 2020. En India Today Mejores facultades de ingeniería 2022, el IIT Bombay fue clasificado 2.º.

## Actividades de desarrollo

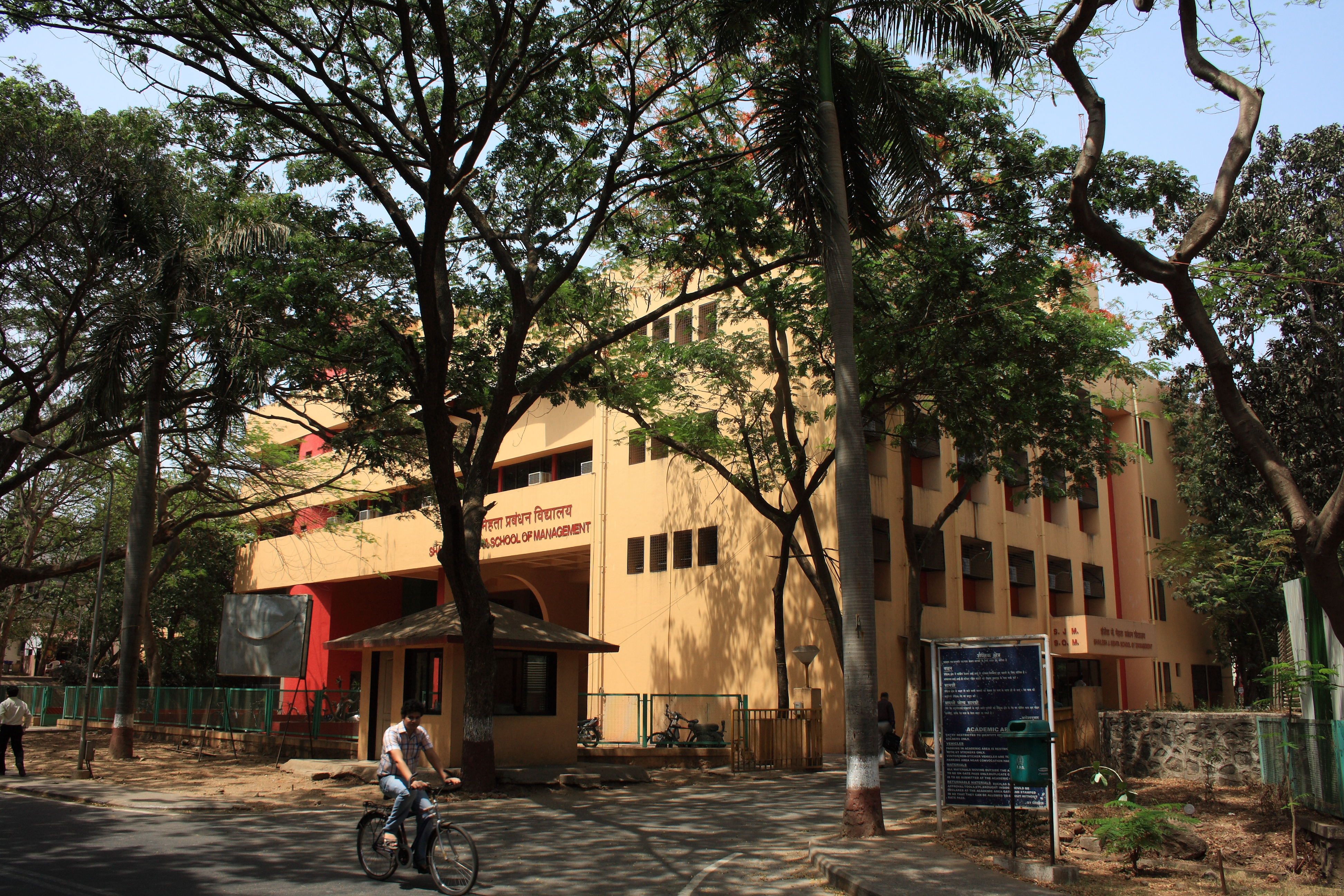
La Escuela de Gestión Shailesh J. Mehta (SJMSOM)

Los miembros de la facultad del IIT Bombay realizan investigaciones y proyectos de consultoría patrocinados por la industria que están disponibles a través del instituto. Estos son financiados por varias agencias nacionales como el Departamento de Ciencia y Tecnología, el Departamento de Electrónica, el Departamento del Espacio, la Aeronautical Development Agency, el Department of Atomic Energy, y la Comisión de Petróleo y Gas Natural (ONGC). Muchos también están trabajando en proyectos de importancia nacional. Algunos proyectos también son financiados por agencias internacionales. Típicamente, en un año, hay alrededor de 400 proyectos patrocinados en curso. La investigación patrocinada ha impulsado una intensa actividad investigadora que ha llevado a la formación de grupos de investigación activos y ha ayudado en la creación de instalaciones modernas de investigación en áreas clave.
La oficina del Decano (R&D) proporciona la necesaria conexión con la industria y las agencias patrocinadoras. La oficina ayuda a la industria a identificar la experiencia de la facultad y las instalaciones institucionales, y asiste a la facultad en la identificación de problemas industriales.
También hay varias instalaciones centrales en el IIT Bombay, como la Biblioteca Central, el Taller Central y la Imprenta. El Centro de Computación comenzó a funcionar en 1986 con instalaciones que se han actualizado continuamente. El Centro de Diseño Asistido por Computadora, con sus propios minicomputadores y estaciones de trabajo, complementado por instalaciones de computación adicionales, atiende a la actividad CAD en ingeniería química e ingeniería metalúrgica. Los grupos de investigación como Diseño VLSI y CAD/CAM también disponen de instalaciones de computación accesibles a otros departamentos para actividades de desarrollo. La OrthoCAD Network Research Cell fue establecida en 2007 para impulsar la investigación y el desarrollo indígena en sistemas de reconstrucción ortopédica. Las instalaciones experimentales establecidas por varios departamentos incluyen laboratorios para robótica, biotecnología, microelectrónica, aplicaciones de microprocesadores, telemática, detección remota, física a bajas temperaturas y aerodinámica.
El IIT Bombay anunció clases en línea para el grupo 2020-21 a partir del 10 de agosto. Se lanzó una campaña de recaudación de fondos para ayudar a los estudiantes necesitados. El grupo de 1994 del IIT Bombay donó 1.25 crores de rupias para proporcionar a los estudiantes laptops y conexiones a Internet.
En 2024, el PQuest Lab del IIT Bombay, en alianza con Tata Consultancy Services (TCS), propuso el primer Imager de Microchip de Diamante Cuántico de la India.

## Vida estudiantil

### Actividades culturales y no académicas
El Gymkhana de estudiantes es el organismo principal de todos los consejos estudiantiles y cuerpos del instituto responsables de organizar actividades estudiantiles y festivales durante todo el año. Los principales consejos bajo el Gymkhana incluyen el Consejo de Asuntos de Hostales, el Consejo Académico de Pregrado, el Consejo Académico de Posgrado, el Consejo Deportivo, el Consejo Técnico y el Consejo Cultural. Además de los consejos, cuerpos como Mood Indigo, Techfest, el Centro de Emprendimiento, el Centro de Relaciones con Antiguos Alumnos, entre otros, también están bajo el Gymkhana de estudiantes. Los presidentes de todos los consejos y cuerpos del instituto son elegidos anualmente por un período de un año.
El festival anual de Ciencia y Tecnología del IIT Bombay, Techfest, que comenzó en 1998, se celebra en diciembre cada año y es el festival de Ciencia y Tecnología más grande de Asia.
La marca registrada de NCC IITB es ofrecer a sus cadetes oportunidades raras. El NCC concede la oportunidad providencial de rendir homenaje a la bandera dos veces al año, en el Día de la Independencia y en el Día de la República. Los cadetes también tienen la oportunidad de rendir el codiciado Honor de Guardia a los oficiales de mayor rango de las fuerzas de defensa.
En el NCC IITB, los estudiantes reciben formación en ejercicios por sus compañeros sénior en sesiones que tienen lugar una vez a la semana. Se organizan varios GCs como Cult GC, Sports GC y Training GC a lo largo del año, que mantienen a los cadetes suficientemente involucrados para aprender y desarrollar nuevas potencialidades y habilidades.

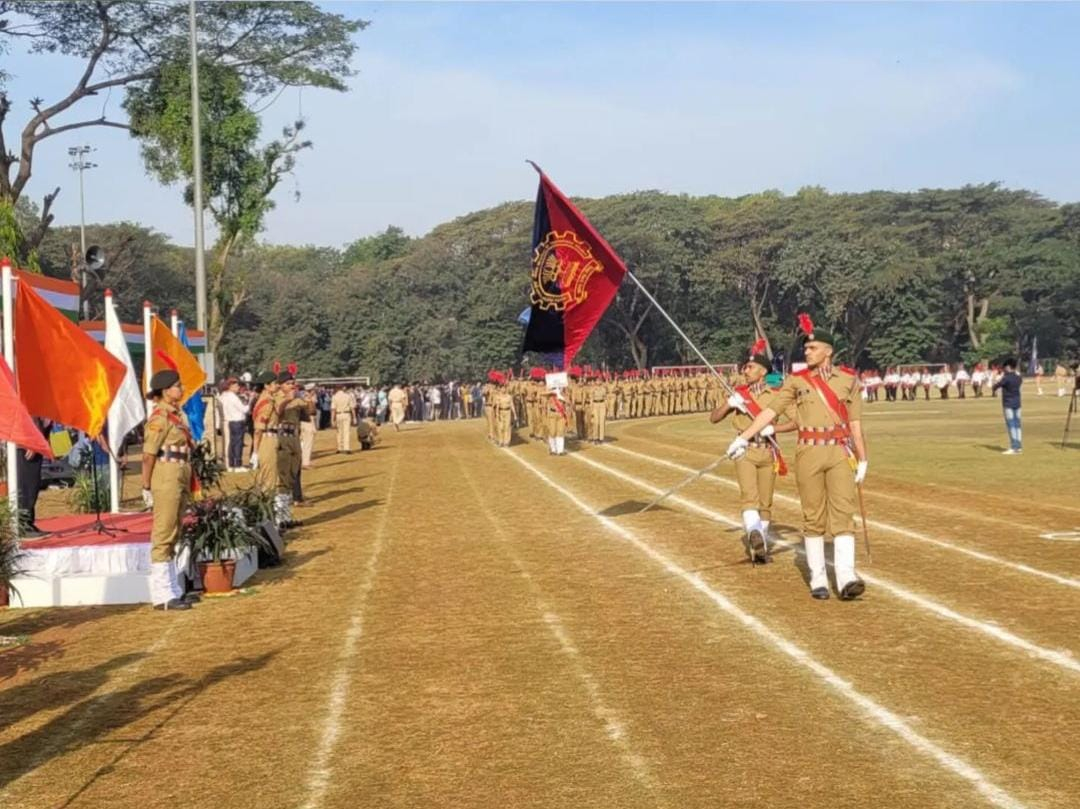
Desfile del Día de la República de NCC IITB 2024 en el Gymkhana Ground

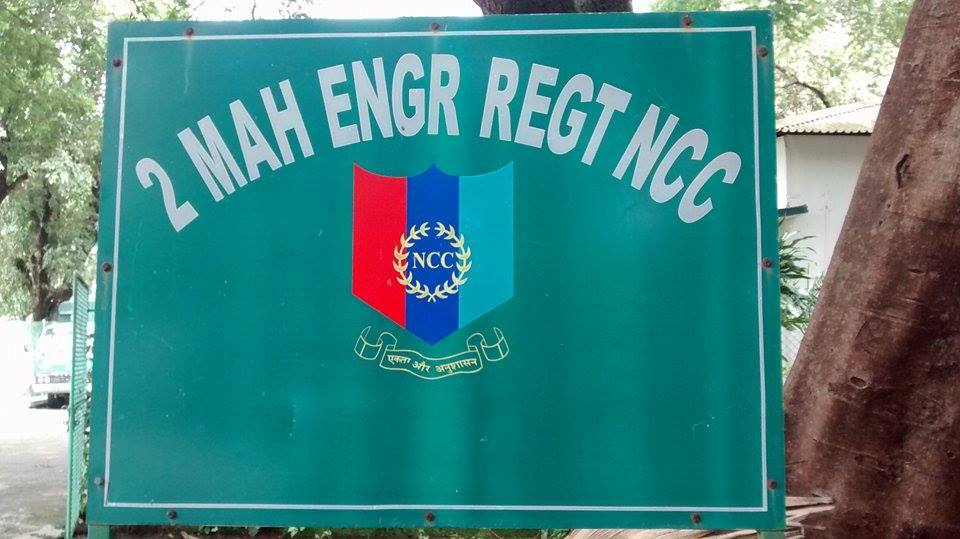
Cartel cerca de la oficina del NCC

El Centro de Emprendimiento del IIT Bombay (también conocido como E-Cell, IITB), comenzó en 1998, organiza varias actividades a lo largo del año para promover el emprendimiento. Eureka! es la mayor competencia de modelos de negocio de Asia, organizada por E-Cell, IITB, y recibe la participación de más de 12,500 startups. E-Summit es un congreso de emprendimiento de dos días organizado en el campus del IIT Bombay por E-Cell para reunir a todos los interesados en el ecosistema emprendedor.
El festival cultural anual Mood Indigo, que se celebra habitualmente en diciembre, es un evento organizado por el cuerpo estudiantil y es el festival cultural universitario más grande de Asia. La característica más atractiva de este evento de 4 días son las personalidades influyentes que han participado en el festival, como R D Burman, Aamir Khan, Sir Mark Tully, Sachin Tendulkar, Porcupine Tree, Simple Plan, Mike Portnoy y muchos más.
Estos festivales universitarios son organizados, gestionados financieramente y conducidos enteramente por los estudiantes de este instituto. Todos estos festivales y organizaciones son patrocinados por empresas privadas.
Abhyuday, el organismo social del IIT Bombay, también organiza desde 2013 un festival social único de dos días, para proporcionar un vínculo entre los problemas reales a los que enfrenta la gente y los cambios que desean aportar los estudiantes a la sociedad. El festival de dos días acoge el Action Plan, un concurso de emprendimiento social, proyecciones de películas, talleres y eventos sobre diversos problemas sociales. Muchas personalidades eminentes y trabajadores sociales, como Sonam Wangchuk, Dia Mirza, Ashish Vidyarthi, Tukaram Munde y otros, han participado en el festival social desde su inicio. El Abhyuday organiza durante todo el año campañas de limpieza de ríos y playas, distribución de alimentos, educación de niños y orientación vocacional. Además, desde la pandemia de Coronavirus ha ampliado su alcance hacia lo digital, con programas de asesoría vocacional, talleres virtuales y campañas de salud y seguridad.
Además de estos festivales, también se organizan varios festivales basados en disciplinas de ingeniería para motivar a los estudiantes hacia la Ciencia y la Tecnología. Entre éstos se encuentran el Radiance (de Ingeniería Mecánica), el Zephyr (de Ingeniería Aeroespacial), el AZeotropy (de Ingeniería Química), el Padarth (de Ingeniería Metalúrgica y Ciencia de Materiales), el IMPULSE (de Ingeniería Eléctrica) y, recientemente, el Aakaar (de Ingeniería Civil).
El instituto cuenta con los clubes musicales "Symphony" y "Roots", que se dedican a la música occidental e india, respectivamente. También tiene un club de alianza LGBT llamado "Saathi". El instituto tiene una unidad activa de NCC, el 2 Maharashtra Engineer Regiment que está adjunto a los Bombay Sappers.
El Jubileo de Diamante de IIT Bombay se celebró en 2018. A él asistió el Primer Ministro Narendra Modi como invitado principal de la graduación.

## Alumni y miembros de la facultad destacados
- Bhavish Aggarwal (cofundador de Ola Cabs)[50]
- Jairam Ramesh (miembro del Rajya Sabha)[51]
- K. Sivan (anterior presidente de ISRO)[52]
- Nandan Nilekani (presidente no ejecutivo, Infosys)[53]
- Nitesh Tiwari (director de cine, guionista, letrista)[54]
- Parag Agrawal (anterior CEO de Twitter)[55]
- Raghu Raghuram (CEO, VMware)[56]
- Manohar Parrikar (anterior Ministro de Defensa y Ex CM de Goa)[57]
- Vipul Goyal (comediante de stand-up)[58]